# Vòng loại Giải vô địch bóng đá thế giới 2018 – Khu vực châu Âu (Bảng D)
Dưới đây là kết quả các trận đấu trong khuôn khổ bảng D – vòng loại giải vô địch bóng đá thế giới 2018 khu vực châu Âu.
Bảng D bao gồm 6 đội: Wales, Áo, Serbia, Cộng hòa Ireland, Moldova, Gruzia, thi đấu trong 2 năm 2016 và 2017, theo thể thức lượt đi–lượt về, vòng tròn tính điểm, lấy đội đầu bảng tham gia vòng chung kết.

## Bảng xếp hạng
| Tiêu chí xếp hạng vòng loại Giải vô địch bóng đá thế giới 2018 |
| --- |
| Với thể thức sân nhà và sân khách, việc xếp hạng các đội trong mỗi bảng được dựa trên các tiêu chí sau đây (quy định các Điều 20.6 và 20.7): 1. Điểm số (3 điểm cho 1 trận thắng, 1 điểm cho 1 trận hòa, 0 điểm cho 1 trận thua) 2. Hiệu số bàn thắng thua 3. Số bàn thắng 4. Điểm số trong trận đấu giữa các đội 5. Hiệu số bàn thắng thua trong trận đấu giữa các đội 6. Số bàn thắng ghi được trong trận đấu giữa các đội 7. Số bàn thắng sân khách ghi được trong các trận đấu giữa các đội 8. Trận play-off trên sân trung lập (nếu được chấp thuận bởi FIFA), với hiệp phụ và đá sút luân lưu nếu cần |

| VT | Đội              | ST | T | H | B | BT | BB | HS  | Đ  | Giành quyền tham dự                        |     |     |     |     |     |     |     |
| -- | ---------------- | -- | - | - | - | -- | -- | --- | -- | ------------------------------------------ | --- | --- | --- | --- | --- | --- | --- |
| 1  | Serbia           | 10 | 6 | 3 | 1 | 20 | 10 | +10 | 21 | Vượt qua vòng loại vào FIFA World Cup 2018 |     | —   | 2–2 | 1–1 | 3–2 | 1–0 | 3–0 |
| 2  | Cộng hòa Ireland | 10 | 5 | 4 | 1 | 12 | 6  | +6  | 19 | Giành quyền vào vòng 2                     |     | 0–1 | —   | 0–0 | 1–1 | 1–0 | 2–0 |
| 3  | Wales            | 10 | 4 | 5 | 1 | 13 | 6  | +7  | 17 |                                            |     | 1–1 | 0–1 | —   | 1–0 | 1–1 | 4–0 |
| 4  | Áo               | 10 | 4 | 3 | 3 | 14 | 12 | +2  | 15 |                                            | 3–2 | 0–1 | 2–2 | —   | 1–1 | 2–0 |     |
| 5  | Gruzia           | 10 | 0 | 5 | 5 | 8  | 14 | −6  | 5  |                                            | 1–3 | 1–1 | 0–1 | 1–2 | —   | 1–1 |     |
| 6  | Moldova          | 10 | 0 | 2 | 8 | 4  | 23 | −19 | 2  |                                            | 0–3 | 1–3 | 0–2 | 0–1 | 2–2 | —   |     |

## Các trận đấu
Lịch thi đấu của bảng D đã được quyết định sau cuộc họp tại Sankt-Peterburg, Nga vào ngày 26 tháng 7 năm 2015. Giờ địa phương là CET/CEST, như được liệt kê bởi UEFA (giờ địa phương trong ngoặc đơn).
| Gruzia       | 1–2                             | Áo                          |
| ------------ | ------------------------------- | --------------------------- |
| Ananidze 78' | Chi tiết (FIFA) Chi tiết (UEFA) | Hinteregger 16' · Janko 42' |

| Serbia                         | 2–2                             | Cộng hòa Ireland         |
| ------------------------------ | ------------------------------- | ------------------------ |
| Kostić 62' · Tadić 69' (ph.đ.) | Chi tiết (FIFA) Chi tiết (UEFA) | Hendrick 3' · Murphy 81' |

| Wales                                           | 4–0                             | Moldova |
| ----------------------------------------------- | ------------------------------- | ------- |
| Vokes 38' · Allen 44' · Bale 51', 90+5' (ph.đ.) | Chi tiết (FIFA) Chi tiết (UEFA) |         |

| Áo                  | 2–2                             | Wales                           |
| ------------------- | ------------------------------- | ------------------------------- |
| Arnautović 28', 48' | Chi tiết (FIFA) Chi tiết (UEFA) | Allen 22' · Wimmer 45+1' (l.n.) |

| Moldova | 0–3                             | Serbia                                |
| ------- | ------------------------------- | ------------------------------------- |
|         | Chi tiết (FIFA) Chi tiết (UEFA) | Kostić 19' · Ivanović 37' · Tadić 60' |

| Cộng hòa Ireland | 1–0                             | Gruzia |
| ---------------- | ------------------------------- | ------ |
| Coleman 56'      | Chi tiết (FIFA) Chi tiết (UEFA) |        |

| Wales    | 1–1                             | Gruzia          |
| -------- | ------------------------------- | --------------- |
| Bale 10' | Chi tiết (FIFA) Chi tiết (UEFA) | Okriashvili 57' |

| Moldova       | 1–3                             | Cộng hòa Ireland           |
| ------------- | ------------------------------- | -------------------------- |
| Bugaiov 45+1' | Chi tiết (FIFA) Chi tiết (UEFA) | Long 2' · McClean 69', 76' |

| Serbia                          | 3–2                             | Áo                       |
| ------------------------------- | ------------------------------- | ------------------------ |
| A. Mitrović 6', 23' · Tadić 74' | Chi tiết (FIFA) Chi tiết (UEFA) | Sabitzer 16' · Janko 62' |

| Áo | 0–1                             | Cộng hòa Ireland |
| -- | ------------------------------- | ---------------- |
|    | Chi tiết (FIFA) Chi tiết (UEFA) | McClean 48'      |

| Gruzia          | 1–1                             | Moldova    |
| --------------- | ------------------------------- | ---------- |
| Qazaishvili 16' | Chi tiết (FIFA) Chi tiết (UEFA) | Gațcan 78' |

| Wales    | 1–1                             | Serbia          |
| -------- | ------------------------------- | --------------- |
| Bale 30' | Chi tiết (FIFA) Chi tiết (UEFA) | A. Mitrović 86' |

| Gruzia       | 1–3                             | Serbia                                              |
| ------------ | ------------------------------- | --------------------------------------------------- |
| Kacharava 6' | Chi tiết (FIFA) Chi tiết (UEFA) | Tadić 45' (ph.đ.) · A. Mitrović 64' · Gaćinović 86' |

| Áo                          | 2–0                             | Moldova |
| --------------------------- | ------------------------------- | ------- |
| Arnautović 75' · Harnik 90' | Chi tiết (FIFA) Chi tiết (UEFA) |         |

| Cộng hòa Ireland | 0–0                             | Wales |
| ---------------- | ------------------------------- | ----- |
|                  | Chi tiết (FIFA) Chi tiết (UEFA) |       |

| Moldova                   | 2–2                             | Gruzia                               |
| ------------------------- | ------------------------------- | ------------------------------------ |
| - Gînsari 15' - Dedov 36' | Chi tiết (FIFA) Chi tiết (UEFA) | - Merebashvili 66' - Qazaishvili 70' |

| Cộng hòa Ireland | 1–1                             | Áo              |
| ---------------- | ------------------------------- | --------------- |
| Walters 85'      | Chi tiết (FIFA) Chi tiết (UEFA) | Hinteregger 31' |

| Serbia          | 1–1                             | Wales              |
| --------------- | ------------------------------- | ------------------ |
| A. Mitrović 74' | Chi tiết (FIFA) Chi tiết (UEFA) | Ramsey 35' (ph.đ.) |

| Gruzia          | 1–1                             | Cộng hòa Ireland |
| --------------- | ------------------------------- | ---------------- |
| Qazaishvili 34' | Chi tiết (FIFA) Chi tiết (UEFA) | Duffy 4'         |

| Serbia                                       | 3–0                             | Moldova |
| -------------------------------------------- | ------------------------------- | ------- |
| - Gacinović 20' - Kolarov 30' - Mitrović 81' | Chi tiết (FIFA) Chi tiết (UEFA) |         |

| Wales        | 1–0                             | Áo |
| ------------ | ------------------------------- | -- |
| Woodburn 74' | Chi tiết (FIFA) Chi tiết (UEFA) |    |

| Áo         | 1–1                             | Gruzia    |
| ---------- | ------------------------------- | --------- |
| Schaub 43' | Chi tiết (FIFA) Chi tiết (UEFA) | Gvilia 8' |

| Moldova | 0–2                             | Wales                            |
| ------- | ------------------------------- | -------------------------------- |
|         | Chi tiết (FIFA) Chi tiết (UEFA) | - Robson-Kanu 80' - Ramsey 90+3' |

| Cộng hòa Ireland | 0–1                             | Serbia      |
| ---------------- | ------------------------------- | ----------- |
|                  | Chi tiết (FIFA) Chi tiết (UEFA) | Kolarov 55' |

| Gruzia | 0–1                             | Wales        |
| ------ | ------------------------------- | ------------ |
|        | Chi tiết (FIFA) Chi tiết (UEFA) | Lawrence 49' |

| Áo                                              | 3–2                             | Serbia                        |
| ----------------------------------------------- | ------------------------------- | ----------------------------- |
| - Burgstaller 25' - Arnautović 76' - Schaub 89' | Chi tiết (FIFA) Chi tiết (UEFA) | - Milivojević 11' - Matić 83' |

| Cộng hòa Ireland | 2–0                             | Moldova |
| ---------------- | ------------------------------- | ------- |
| Murphy 2', 19'   | Chi tiết (FIFA) Chi tiết (UEFA) |         |

| Moldova | 0–1                             | Áo         |
| ------- | ------------------------------- | ---------- |
|         | Chi tiết (FIFA) Chi tiết (UEFA) | Schaub 69' |

| Serbia       | 1–0                             | Gruzia |
| ------------ | ------------------------------- | ------ |
| Prijović 74' | Chi tiết (FIFA) Chi tiết (UEFA) |        |

| Wales | 0–1                             | Cộng hòa Ireland |
| ----- | ------------------------------- | ---------------- |
|       | Chi tiết (FIFA) Chi tiết (UEFA) | McClean 57'      |

## Danh sách cầu thủ ghi bàn
6 bàn
- Aleksandar Mitrović

4 bàn
- Marko Arnautović
- James McClean
- Dušan Tadić
- Gareth Bale

3 bàn
- Louis Schaub
- Valeri Qazaishvili
- Daryl Murphy

2 bàn
- Martin Hinteregger
- Marc Janko
- Mijat Gaćinović
- Aleksandar Kolarov
- Filip Kostić
- Joe Allen
- Aaron Ramsey

1 bàn
- Guido Burgstaller
- Martin Harnik
- Marcel Sabitzer
- Jano Ananidze
- Valerian Gvilia
- Nika Kacharava
- Giorgi Merebashvili
- Tornike Okriashvili
- Igor Bugaiov
- Alexandru Dedov
- Alexandru Gațcan
- Radu Gînsari
- Séamus Coleman
- Shane Duffy
- Jeff Hendrick
- Shane Long
- Jonathan Walters
- Branislav Ivanović
- Nemanja Matić
- Luka Milivojević
- Aleksandar Prijović
- Tom Lawrence
- Hal Robson-Kanu
- Sam Vokes
- Ben Woodburn

Phản lưới nhà
- Kevin Wimmer (trong trận gặp Wales)

## Thẻ phạt
| Cầu thủ               | Đội tuyển        | Trận bị thẻ phạt                                                           | Treo giò                                |
| --------------------- | ---------------- | -------------------------------------------------------------------------- | --------------------------------------- |
| Aleksandar Kolarov    | Serbia           | v Bồ Đào Nha ở vòng loại Euro 2016 (11 tháng 10 năm 2015)                  | v Cộng hòa Ireland (5 tháng 9 năm 2016) |
| Nemanja Matić         | Serbia           | v Bồ Đào Nha ở vòng loại Euro 2016 (11 tháng 10 năm 2015)                  | v Cộng hòa Ireland (5 tháng 9 năm 2016) |
| Shane Duffy           | Cộng hòa Ireland | v Pháp ở Euro 2016 (26 tháng 6 năm 2016)                                   | v Serbia (5 tháng 9 năm 2016)           |
| Jeff Hendrick         | Cộng hòa Ireland | v Serbia (5 tháng 9 năm 2016) · v Gruzia (6 tháng 10 năm 2016)             | v Moldova (9 tháng 10 năm 2016)         |
| Andrei Cojocari       | Moldova          | v Serbia (6 tháng 10 năm 2016) · v Ireland (9 tháng 10 năm 2016)           | v Gruzia (12 tháng 11 năm 2016)         |
| Aleksandar Kolarov    | Serbia           | v Moldova (6 tháng 10 năm 2016) · v Áo (9 tháng 10 năm 2016)               | v Wales (12 tháng 11 năm 2016)          |
| Julian Baumgartlinger | Áo               | v Serbia (9 tháng 9 năm 2016) · v Ireland (12 tháng 11 năm 2016)           | v Moldova (24 tháng 3 năm 2017)         |
| Murtaz Daushvili      | Gruzia           | v Wales (9 tháng 10 năm 2016) · v Moldova (12 tháng 11 năm 2016)           | v Serbia (24 tháng 3 năm 2017)          |
| Tornike Okriashvili   | Gruzia           | v Wales (9 tháng 10 năm 2016) · v Moldova (12 tháng 11 năm 2016)           | v Serbia (24 tháng 3 năm 2017)          |
| Robbie Brady          | Cộng hòa Ireland | v Serbia (5 tháng 9 năm 2016) · v Áo (12 tháng 11 năm 2016)                | v Wales (24 tháng 3 năm 2017)           |
| Aleksandar Katai      | Serbia           | v Ireland (5 tháng 9 năm 2016) · v Wales (12 tháng 11 năm 2016)            | v Gruzia (24 tháng 3 năm 2017)          |
| Matija Nastasić       | Serbia           | v Ireland (5 tháng 9 năm 2016) · v Wales (12 tháng 11 năm 2016)            | v Gruzia (24 tháng 3 năm 2017)          |
| Marko Arnautović      | Áo               | v Wales (6 tháng 10 năm 2016) · v Moldova (24 tháng 3 năm 2017)            | v Ireland (11 tháng 6 năm 2017)         |
| Stefan Ilsanker       | Áo               | v Serbia (9 tháng 10 năm 2016) · v Moldova (24 tháng 3 năm 2017)           | v Ireland (11 tháng 6 năm 2017)         |
| Alexandru Gațcan      | Moldova          | v Ireland (9 tháng 10 năm 2016) · v Áo (24 tháng 3 năm 2017)               | v Gruzia (11 tháng 6 năm 2017)          |
| Gareth Bale           | Wales            | v Serbia (12 tháng 11 năm 2016) · v Ireland (24 tháng 3 năm 2017)          | v Serbia (11 tháng 6 năm 2017)          |
| Neil Taylor           | Wales            | v Ireland (24 tháng 3 năm 2017)                                            | v Serbia (11 tháng 6 năm 2017)          |
| Jaba Kankava          | Gruzia           | v Serbia (24 tháng 3 năm 2017) · v Moldova (11 tháng 6 năm 2017)           | v Ireland (2 tháng 9 năm 2017)          |
| Vitalie Bordian       | Moldova          | v Gruzia (12 tháng 11 năm 2016) · v Gruzia (11 tháng 6 năm 2017)           | v Serbia (2 tháng 9 năm 2017)           |
| Luka Milivojević      | Serbia           | v Áo (9 tháng 10 năm 2016) · v Wales (11 tháng 6 năm 2017)                 | v Moldova (2 tháng 9 năm 2017)          |
| Vladimir Stojković    | Serbia           | v Wales (12 tháng 11 năm 2016) · v Wales (11 tháng 6 năm 2017)             | v Moldova (2 tháng 9 năm 2017)          |
| Joe Allen             | Wales            | v Serbia (12 tháng 11 năm 2016) · v Serbia (11 tháng 6 năm 2017)           | v Áo (2 tháng 9 năm 2017)               |
| Robbie Brady          | Cộng hòa Ireland | v Áo (11 tháng 6 năm 2017) · v Serbia (5 tháng 9 năm 2017)                 | v Moldova (6 tháng 10 năm 2017)         |
| James McClean         | Cộng hòa Ireland | v Gruzia (2 tháng 9 năm 2017) · v Serbia (5 tháng 9 năm 2017)              | v Moldova (6 tháng 10 năm 2017)         |
| Nikola Maksimović     | Serbia           | v Cộng hòa Ireland (5 tháng 9 năm 2017)                                    | v Áo (6 tháng 10 năm 2017)              |
| Aleksandar Dragović   | Áo               | v Cộng hòa Ireland (12 tháng 11 năm 2016) · v Serbia (6 tháng 10 năm 2017) | v Moldova (9 tháng 10 năm 2017)         |
| Alexandru Gațcan      | Moldova          | v Cộng hòa Ireland (6 tháng 10 năm 2017)                                   | v Áo (9 tháng 10 năm 2017)              |